# Helmuth Rilling
Helmuth Rilling (Stuttgart, Alemania, 29 de mayo de 1933) es un director de orquesta, director de coro, compositor y organista alemán.

## Vida
Nació en Stuttgart en 1933 en el seno de una familia musical. Recibió su formación inicial en los seminarios teológicos protestantes de Schöntal an der Jagst y Urach en Wurtemberg, y finalmente en su ciudad natal, donde fue alumno de David y Hans Grischkat. De 1952 a 1955 estudió órgano, composición y dirección coral en la Escuela Superior de Música de Stuttgart. Completó sus estudios con Fernando Germani en Roma y en la Accademia Musicale Chigiana de Siena.
Siendo aún estudiante, en 1954 fundó su primer coro, el Gächinger Kantorei. En 1957 fue nombrado organista y cantor director de coro de la Gedächtniskirche de Stuttgart, dirigiendo el coro Figuralchor der Gedächtniskirche Stuttgart. De 1963 a 1966 enseñó órgano y coral en la Spandauer Kirchenmusikschule, dirigiendo la Spandauer Kantorei (Coral de Spandau). En 1965 creó en su ciudad natal el Bach-Collegium Stuttgart. También se dedicó a la enseñanza ejerciendo de 1963 a 1966 como profesor de órgano y dirección coral en Berlín y desde 1966, durante diez años en Frankfurt.

## Premios y reconocimientos
Rilling ha recibido un gran número de reconocimientos a lo largo de su trayectoria:
- Medalla Brenz de plata de la Iglesia Regional de Wurtemberg.[4]
- 1978 – Cruz del Mérito con Banda de la República Federal de Alemania.[5]
- 1984 – Medalla del Mérito del Estado de Baden-Wurtemberg.
- 1985 – Ciudadano honorario de la ciudad de Eugene Oregón.
- 1985 – Doctorado honorífico de la Facultad de Teología Protestante de la Eberhard-Karls-Universität Tübingen.
- 1988 – Premio Biblia y Música otorgado por la Fundación Biblia y Cultura (Stiftung Bibel und Kultur).[6]
- 1993 – Cruz del Mérito de 1ª Clase de la República Federal de Alemania.
- 1994 – Premio Musical CIM-UNESCO como parte de Internationale Bachakademie Stuttgart.[7]
- 1995 – Premio Theodor Heuss.
- 2000 – Premio Musical de Rheingau.
- 2001 – Premio Grammy en la categoría de "Mejor interpretación coral" por su grabación del Credo de Krzysztof Penderecki, encargada e interpretada por el Festival Bach de Oregón.
- 2001 – Premio Hanns Martin Schleyer.
- 2001 – Medalla al Ciudadano de la Ciudad de Stuttgart.
- 2003 – Gran Cruz del Mérito de la República Federal de Alemania.
- 2004 – Medalla Otto Hirsch.
- 2004 – Medalla Bach.[8]
- 2008 – Anillo Georg Friedrich Handel de la Verbandes Deutscher KonzertChöre.
- 2008 – Premio Europeo de Música de Iglesia.
- 2008 – Premio Sanford de la Escuela de Música de Yale de la Universidad de Yale.
- 2008 – Su sello discográfico Hänssler Classic lanzó su edición completa de Bach en iPod, con motivo del 75.º cumpleaños de Rilling.
- 2011 – Premio Musical Herbert von Karajan.
- 2012 – Medalla Martín Lutero.
- 2013 – Premio Echo Klassik en reconocimiento a la obra de toda una vida de un artista (Würdigung des Lebenswerkes eines Künstlers/einer Künstlerin).[9]
- 2014 – Gran Cruz del Mérito con Estrella de la República Federal de Alemania.
- 2016 – Premio al Portador de la Esperanza (Hoffnungsträger-Preis) otorgado por die Apis, asociación de la comunidad evangélica de Wurtemberg.
- 2019 – Ciudadano honorario de la ciudad de Leonberg.

## Discografía selecta
- J. S. Bach: Antología de las cantatas BWV 21, 38, 51, 56, 76, 79, 80, 82, 93, 106, 137, 140, 149. Bach-Collegium Stuttgart (Hänssler Classic)
- 1990 – J. C. Bach: Amadís de Gaula. James Wagner, Ulrike Sonntag, Elfie Hobarth, Wolfgang Schone, Ibolya Verebics, Gächinger Kantorei Stuttgart, Bach-Collegium Stuttgart, dir. Helmuth Rilling (Hänssler Classic)
- 2000 – J. Haydn: La creación. Christine Schäfer, Michael Schade, Andreas Schmidt, Bach-Collegium Stuttgart, dir. Helmuth Rilling (Brilliant Classics)
- 2005 – J. S. Bach: Pasión según San Mateo. Ingeborg Danz, contralto; Christiane Oelze, soprano; Michael Schade, tenor; Matthias Goerne, bajo; Gächinger Kantorei Stuttgart, Bach-Collegium Stuttgart, dir. Helmuth Rilling (Musical Heritage Society)
- 2014 – J. Brahms: Ein deutsches Requiem. Donna Brown, soprano; Gilles Cachemaille, bajo-barítono; Gächinger Kantorei Stuttgart, Bach-Collegium Stuttgart, dir. Helmuth Rilling (Hänssler Classic)

## Alumnos (selección)
Entre el alumnado de Helmuth Rilling se encuentran:
- Helmut Bartel, director de música de la Universidad Johann Wolfgang Goethe desde 2008.[10]
- Rolf Beck, director de orquesta y de coro.
- Hans Michael Beuerle, director de orquesta y profesor.
- Jürgen Blume, compositor, músico de iglesia y profesor.
- Mathias Breitschaft, músico de iglesia y profesor universitario.
- Heribert Breuer, director de orquesta.
- Joachim Eichhorn, músico de iglesia y cantor de la catedral de Wetzlar.
- Bernhard Emmer, director de música de la Universidad de Kiel.[11]
- Ludger Engels, director de ópera y teatro.
- Eberhard Friedrich, director coral del Festival de Bayreuth y de la Ópera Estatal de Hamburgo.
- Angela Gehann-Dernbach, directora de orquesta, organista y cantante.
- Volkher Häusler, director de orquesta y de coro.
- Linda Horowitz, directora de orquesta y profesora durante mucho tiempo en la Akademie für Tonkunst (Darmstadt).[12]
- Johanna Irmscher, músico de iglesia y profesora.
- Matthias Janz, músico de iglesia y director de orquesta.
- Hans Jaskulsky, director de música durante mucho tiempo de la Universidad de Bochum.[13]
- Hanns-Friedrich Kunz, director de los Niños Cantores de Stuttgart.
- Walter Mik, director musical.
- Hannelotte Pardall, directora de orquesta y profesora.[14]
- Hans-Christoph Rademann, director de orquesta.
- Karl Rathgeber, director de orquesta y profesor.
- Kathy Saltzman Romey, directora de orquesta y profesora en la Universidad de Minnesota.[15]
- Christoph Schönherr, compositor, director de orquesta y profesor.
- Ulrich Stötzel, músico de iglesia.
- Winfried Toll, director de orquesta, cantante y compositor.
- Wolfram Wehnert, director de orquesta y profesor.
- Andreas Weiss, director de orquesta y profesor.